# سیکیت ویلج (آریزونا)
سیکیت ویلج (به انگلیسی: Sacate Village) یک منطقهٔ مسکونی در ایالات متحده آمریکا است که در آریزونا واقع شده‌است. سیکیت ویلج ۹٫۰۲ کیلومتر مربع مساحت و ۲۶٬۳۶۱ نفر جمعیت دارد.